# Moshkak
Moshkak (persiska: مُشگَك, مشكک) är en ort i Iran.   Den ligger i provinsen Lorestan, i den centrala delen av landet, 300 km sydväst om huvudstaden Teheran. Moshkak ligger 2 278 meter över havet och antalet invånare är 117.
Terrängen runt Moshkak är kuperad åt nordväst, men åt sydost är den platt. Moshkak ligger uppe på en höjd. Runt Moshkak är det ganska glesbefolkat, med 29 invånare per kvadratkilometer. Närmaste större samhälle är Alīgūdarz, 11,6 km norr om Moshkak. Trakten runt Moshkak består i huvudsak av gräsmarker.